# Saint-Pierre-Bois
Saint-Pierre-Bois è un comune francese di 745 abitanti situato nel dipartimento del Basso Reno nella regione del Grand Est.

## Società

### Evoluzione demografica
Abitanti censiti